# Lubenice
Lubenice (deutsch veralt. Lubenitz, italienisch Lubenizza) ist ein Ort an der Westseite der Insel Cres, Kroatien. Der alte Festungsort liegt auf einem rund 380 m hohen Felsplateau, mit Blick auf die Adria. Die Anzahl der Einwohner variiert zwischen 6 und 40, wobei der größere Teil vermutlich nur in der Tourismussaison im Ort lebt. Der Ort selbst ist mit Autos nicht befahrbar. Die kurvige, durch Steinmauern begrenzte Zufahrtsstraße führt jedoch zu zwei Parkplätzen unmittelbar vor dem Ortskern.
2005 wurde Lubenice in die Tentativliste der UNESCO-Welterbestätten aufgenommen und wird seither als Welterbekandidat geführt.

## Sehenswürdigkeiten
Lubenice war einst eine Felsenfestung von strategischer Bedeutung. Von den einstigen Befestigungsanlagen sind noch heute manche Überreste erhalten, wie beispielsweise Teile der alten Stadtmauer an der Ostseite von Lubenice, sowie zwei Stadttore im Norden und Süden des Ortes. Der gesamte Ortskern mit seinen steingepflasterten Gassen, alten und zum Teil verfallenen Häusern sowie zwei verwinkelten Straßen ist sehenswert und ein beliebtes Ausflugsziel für Touristen.
Im kleinen Ort befinden sich insgesamt fünf Kirchen und Kapellen. Der Glockenturm der Kapelle des Heiligen Antonius (kroat. Sv. Ante) prägt das Ortsbild am Ortseingang. Gegenüber dieser Kapelle befindet sich die Pfarrkirche der Hl. Jungfrau Maria. Am nördlichen Ortsende wurde die kleine Friedhofskapelle (Kapela Sv. Stjepana na groblju) errichtet.
In den Sommermonaten finden romantische Musikabende in der Pfarrkirche oder auf dem Platz davor statt. Ein Museum für Schafzucht gibt Einblick in einen der ursprünglichen Berufszweige der Einwohner von Lubenice.
Unterhalb des Ortes befindet sich die Bucht „Sveti Ivan“, welche über einen steilen Fußweg in 45 Minuten zu erreichen ist. Die „Blauen Grotte“ erreicht man schwimmend in der nahe gelegenen Meeresbucht.

## Trivia
Lubenice war einer der Drehorte der 12-teiligen, österreichisch-deutschen Fernsehserie Der Sonne entgegen aus dem Jahr 1984/85.